# 心跳偶像
《心跳偶像》（日语：ときめきアイドル），是由日本科樂美數位娛樂发行的一款偶像育成类音乐手机游戏，改編自《心跳回忆系列》，2018年3月20日正式上线。

## 简介
2017年9月15日，本作被作为《心跳回忆系列》续作而公开，并于同一天开启了事前登录。同年9月24日，在东京电玩展的KONAMI展台上免费派发包含7首试听歌曲的CD。
在游戏中，玩家将担任来自Princess Republic音乐学院偶像科的15名偶像候补生所住宿舍的管理员与制作人，与候补生们共同生活，将她们培养成为学园偶像。
此外，游戏还支持VR功能，玩家可在部分游戏模式里与角色通过VR进行互动。
2018年11月15日，游戏运营发表公告称本游戏将于2019年1月15日14:00正式关服，之后将会发布本游戏的离线版本。

## 登场人物

### C#
结城秋叶（声：日冈夏美）
年级：高中一年级/生日：9月20日/星座：处女座/血型：O型/身高：155cm
喜欢的事物：睡觉，可丽饼/不喜欢的事物：学习，弗兰妮的说教
月岛美奈都（声：铃木实里）
年级：高中一年级/生日：6月15日/星座：双子座/血型：A型/身高：156cm
喜欢的事物：钢琴，唱歌/不喜欢的事物：咖啡，邋遢的大人
田中弗朗西斯卡（声：和久井优）
年级：高中二年级/生日：5月26日/星座：双子座/血型：A型/身高：160cm
喜欢的事物：奶奶，佃煮/不喜欢的事物：辛辣的东西，不整洁的地方

### Rhythmixxx
川口夏海（声：川井田夏海）
年级：高中二年级/生日：10月3日/星座：天秤座/血型：AB型/身高：156cm
喜欢的事物：祭典，烤肉，料理/不喜欢的事物：祭典结束，学习
青山翼（声：青山吉能）
年级：高中二年级/生日：12月7日/星座：射手座/血型：O型/身高：161cm
喜欢的事物：跳舞，打扫卫生/不喜欢的事物：即兴表演
真田小幸村（声：高木友梨香）
年级：高中一年级/生日：2月6日/星座：水瓶座/血型：A型/身高：156cm
喜欢的事物：古装剧，食物/不喜欢的事物：饥饿，鬼怪

### So Fantastic
片桐奈奈菜（声：稻川英里）
年级：高中一年级/生日：5月10日/星座：金牛座/血型：AB型/身高：156cm
喜欢的事物：吉他，香蕉/不喜欢的事物：集体行动，弗兰妮的说教
日比野记子（声：阳向纱织）
年级：高中一年级/生日：11月9日/星座：天蝎座/血型：B型/身高：155cm
喜欢的事物：读书，猜谜/不喜欢的事物：运动
立川美翠（声：井上穗乃花）
年级：初中三年级/生日：3月20日/星座：双鱼座/血型：A型/身高：153cm
喜欢的事物：运动，朱音/不喜欢的事物：芹菜

### Cookie Paradise
立川朱音（声：山下七海）
年级：初中三年级/生日：3月20日/星座：双鱼座/血型：A型/身高：153cm
喜欢的事物：睡回笼觉，午睡，熬夜/不喜欢的事物：努力
草壁野野香（声：近藤玲奈）
年级：高中一年级/生日：9月29日/星座：天秤座/血型：A型/身高：155cm
喜欢的事物：制作点心，绘制插画/不喜欢的事物：鳗鱼
伊澄泉（声：藤川茜）
年级：初中二年级/生日：2月22日/星座：双鱼座/血型：AB型/身高：152cm
喜欢的事物：游戏/不喜欢的事物：静电
日毬美咲（声：岩仓梓）
年级：初中一年级/生日：8月21日/星座：狮子座/血型：B型/身高：150cm
喜欢的事物：所有人，动物/不喜欢的事物：恐怖的话

### Virtual Kiss
三田希少（声：金田晶）
年级：高中三年级/生日：1月25日/星座：水瓶座/血型：B型/身高：158cm
喜欢的事物：咖啡，MMORPG，FPS游戏/不喜欢的事物：虫子，后卫
朝雾春子（声：早濑莉花）
年级：高中三年级/生日：4月10日/星座：白羊座/血型：A型/身高：157cm
喜欢的事物：和菓子，布丁/不喜欢的事物：高处

## 用语解释
Princess Republic音乐学院
位于光辉市以南的一所初中高中一贯制的女子学院，有着悠久的历史和自由的校风，在有学习音乐志向的学生中有着很高的人气，校园宽广，学生众多。
学校以颜色来区分年级，一年级为黄色，二年级为红色，三年级为绿色，这些颜色体现在学生校服的领结，练习服，运动衫以及鞋带上。
偶像科刚创立不久，希少和春子是创建前的“零期生”，其他人则是“一期生”。
理事长的话是
学生宿舍
偶像科的学生们所居住的宿舍，配备有练习室和谈话室等设施，除宿舍管理员之外其余人皆为女性。
有一只脖子上围着红围巾的被称为“猫前辈”的猫，备受整个宿舍的宠爱，在VR模式下可以体验到猫的视角。
Melodious Live
全国的偶像组合进行比拼的舞台，也是这15名候补生所向往的地方